# Diagrama de Voronoi

Diagrama de Voronoi dels parcs naturals dels Països Catalans. Cada franja correspon als punts que tenen com a parc natural dels Països Catalans més proper el punt que apareix en la franja. La llegenda mostra els noms dels parc nacionals i naturals.

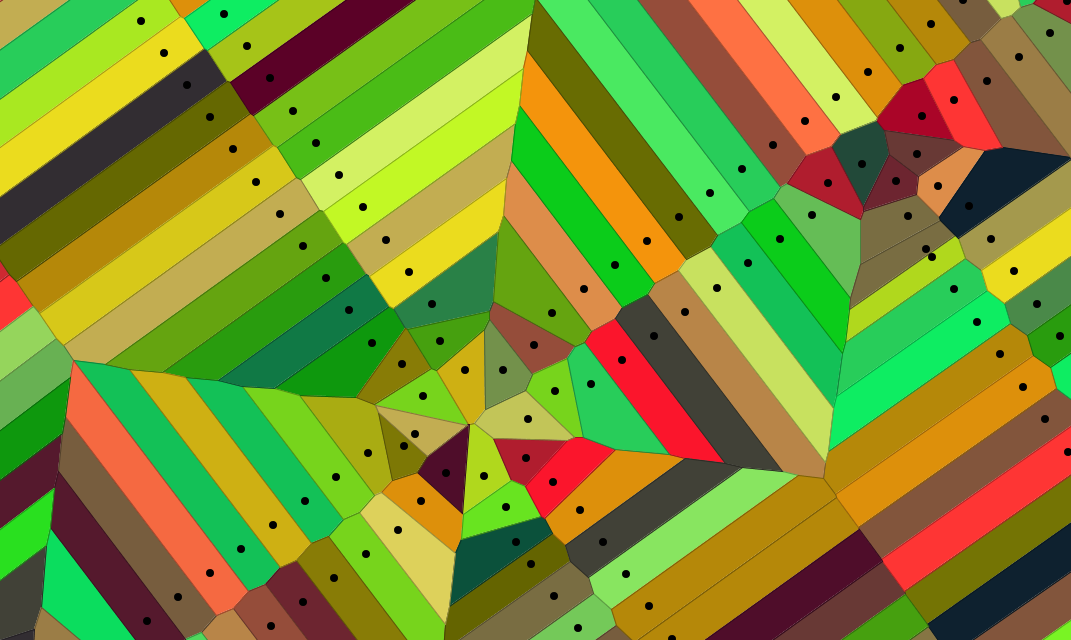
Diagrames de Voronoi.

Els diagrames de Voronoi, que duen el nom del matemàtic Georgy Voronoi, són una construcció geomètrica que permet fer una partició del pla euclidià. Aquests objectes també van ser estudiats pel meteoròleg nord-americà Alfred H. Thiessen del qual prenen el nom alternatiu de polígons de Thiessen i pel matemàtic Gustav Lejeune Dirichlet del qual prenen el nom de tessel·lació de Dirichlet.
Els diagrames de Voronoi són un dels mètodes d'interpolació més simples, basats en la distància euclidiana, sent especialment apropiada quan les dades són qualitatives. Es creen en unir els punts entre si, traçant les mediatrius dels segments d'unió. Les interseccions d'aquestes mediatrius determinen una sèrie de polígons en un espai bidimensional al voltant d'un conjunt de punts de control, de manera que el perímetre dels polígons generats sigui equidistant dels llocs veïns i designant la seva àrea d'influència.